# Mount Bosavi
Mount Bosavi ligt in het  Sulamesi Wildlife Management Area, een volgens de IUCN categorie IV beschermd gebied dat ligt in de provincie Southern Highlands in Papoea-Nieuw-Guinea. De berg is een in elkaar gezakte kegel van een uitgedoofde vulkaan. De krater is ongeveer 4 km breed en 1 km diep; en het is een leefgebied voor een aantal endemische soorten. Het gebied rond de berg staat op de UNESCO Werelderfgoedlijst en bestaat uit het stroomgebied van de rivier de Kikori over de nabijgelegen hoogvlakte (Great Papuan Plateau) waar de berg Bosavi uit oprijst. Dit gebied wordt bewoond door mensen van meerdere taalgroepen. Zij worden samen vaak de Bosavi kalu (mensen van Bosavi) genoemd. Qua cultuur lijken de groepen op elkaar, maar de talen die zij spreken zijn zeer verschillend. Taalkundig onderzoek wijst erop dat de talen aan elkaar verwant zijn, maar het is niet zeker of dat voor alle talen geldt.

## Fauna
In 2009 ontdekte een internationaal team van onderzoekers en een filmploeg van de BBC (Natural History Unit, de afdeling die natuurprogramma's verzorgt) meer dan 40 niet eerder beschreven diersoorten. Hieronder waren 16 soorten kikkers, minstens 3 vissoorten, een soort vleermuis, een reuzenrat (82 cm lang en 1,5 kg zwaar) en diverse soorten ongewervelde dieren. De nieuw ontdekte reuzenrat behoort waarschijnlijk tot het geslacht Mallomys (Onderfamilie Murinae, muizen en ratten van de Oude Wereld).  Verder bleek het gebied ook het leefgebied van een eerder nieuw ontdekte muizensoort uit het geslacht  Pseudohydromys (P. pumehanae).